# Resolució 832 del Consell de Seguretat de les Nacions Unides
La Resolució 832 del Consell de Seguretat de les Nacions Unides fou adoptada per unanimitat el 27 de maig de 1993. Després de recordar les resolucions 637 (1989), 693 (1991), 714 (1991) 729 (1992), 784 (1992) i 791 (1992), el Consell va prendre nota d'un informe del secretari general Boutros Boutros-Ghali i va ampliar el mandat de la Missió d'Observació de les Nacions Unides al Salvador (ONUSAL) per incloure l'observació del procés electoral.
El Consell acull amb satisfacció els esforços del Secretari General per donar suport a la plena aplicació dels acords entre El Salvador i el Frente Farabundo Martí para la Liberación Nacional (FNLM). També va assenyalar que, setze mesos després d'anunciar-se l'alto el foc, el procés de pau havia progressat significativament i va subratllar que els problemes que subsistien no suposaven obstacles al procés de pau. El Salvador, va assenyalar el Consell, va demanar a les Nacions Unides que ratifiquessin les eleccions que es van celebrar el març de 1994 i que les Nacions Unides van acceptar la invitació.
El Consell de Seguretat va decidir ampliar el mandat de la ONUSAL per incloure l'observació de les eleccions al març de 1994 i, al mateix temps, va estendre el seu mandat fins al 30 de novembre de 1993. També supervisaria la creació d'una comissió electoral. El Consell va assumir la posició del secretari general que les eleccions serien la culminació del procés de pau a El Salvador.
La resolució va instar al Govern d'El Salvador i al FNLM a mantenir els acords sota els Acords de Pau, inclosa la transferència de terres, la reinserció dels ex combatents i els ferits, el desplegament de la policia civil, La Policia Nacional, la depuració de l'Exèrcit d'El Salvador i la Comissió de la Veritat.
Es va demanar a tots els països que contribuïssin al procés de pau a El Salvador i el secretari general fou requerit a mantenir al Consell informat sobre els nous esdeveniments abans del nou període de mandat.